# Новая наука
«Основания новой науки об общей природе наций» — основной труд итальянского философа XVIII века Джамбаттиста Вико. Книга была опубликована в 1725 году.
«Новая наука» Вико осталась в тени и не оказала влияние на философию Просвещения, но всё же является первым систематическим изложением философии истории. Труд писался как оппозиция Декарту, как попытка вытеснить из истории рационализм и ввести в науку о культуре и человеке вместо «логики ясных и отчётливых идей» — «логику фантазии».
Вико ввёл в гуманитарные науки сравнительный метод исследования культур. Он первым стал искать причину исторического круговорота не в природе вещественного мира, а в природе человеческого духа. Вико считал, что хотя культурные явления и порождаются человеком, но страсти божественное провидение направляет к определённым целям.
Концепция круговорота цивилизаций повлияла на философские системы таких философов и мыслителей, как Гердер, Гёте, Ницше, Шпенглер.
В России книга была издана в 1940 году тиражом 5300 экземпляров.